# Pilotrichum filescens
Pilotrichum filescens là một loài rêu trong họ Pilotrichaceae. Loài này được Duby mô tả khoa học đầu tiên năm 1870.